# Prąd Zatokowy

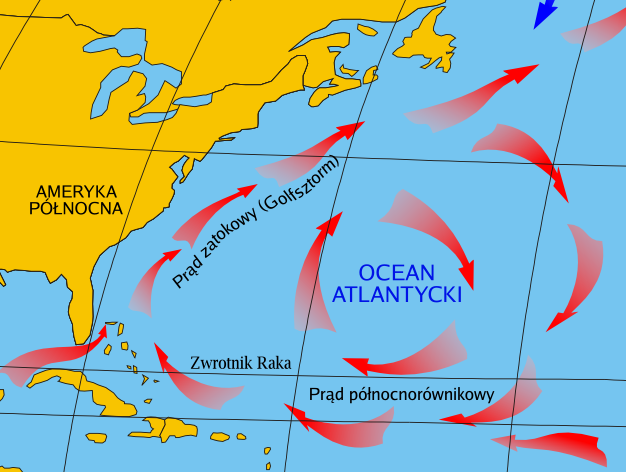
Prąd zatokowy

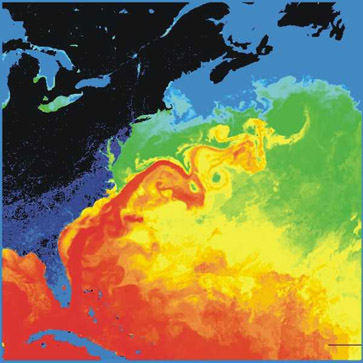
Temperatura powierzchni północno-zachodniego Atlantyku. Ameryka Północna ma kolor czarny i ciemnogranatowy, a Prąd Zatokowy – czerwony

Prąd Zatokowy (także Golfsztrom, Golfstrom) – ciepły podpowierzchniowy prąd morski, który płynie wzdłuż wschodniego wybrzeża Ameryki w kierunku Europy.
System Prądu Zatokowego jest wyjątkowo skomplikowany, co utrudnia jego precyzyjne opisanie. Golfsztrom stanowi sieć prądów, których położenie może się zmieniać i które mogą pojawiać się i znikać z upływem czasu. W wąskim znaczeniu, Golfsztrom bierze początek z połączenia Prądu Florydzkiego z Prądem Antylskim u wschodnich wybrzeży Stanów Zjednoczonych, w pobliżu przylądka Hatteras w Karolinie Północnej i płynie z prędkością około 9 km/h łukiem w kierunku północno-wschodnim do wybrzeży Nowej Fundlandii w Kanadzie, które omija z południowego wschodu. W tym rejonie zwanym deltą Golfsztromu bifurkuje. Główna część wód Golfsztromu kieruje się na południowy wschód, część zaś jako Prąd Północnoatlantycki płynie w kierunku Wielkiej Brytanii. Tam wody Prądu Północnoatlantyckiego oddają ciepło atmosferze, ogrzewając Europę (także jako np. Prąd Norweski).
Niektóre źródła twierdzą, że Prąd Zatokowy ma początek w Zatoce Meksykańskiej. Czasami Golfsztrom definiuje się jeszcze szerzej jako połączenie prądów: Florydzkiego, Zatokowego, Północnoatlantyckiego i Norweskiego – stąd powszechne mniemanie, że Golfsztrom jest prądem ciepłym.
Golfsztrom ma znaczący wpływ na klimat terenów lądowych w jego pobliżu. Transportuje ciepłe wody, które potem z Prądem Północnoatlantyckim dostają się w okolice Europy. Zimą powietrze nad oceanem na zachód od wybrzeży Norwegii jest średnio o ponad 4,4 °C cieplejsze niż powietrze na podobnych szerokościach geograficznych, co jest jedną z największych anomalii tego typu.